# Acromycter perturbator
Acromycter perturbator е вид лъчеперка от семейство Congridae. Видът е незастрашен от изчезване.

## Разпространение и местообитание
Разпространен е в Бахамски острови, САЩ (Вирджиния, Делауеър, Джорджия, Кънектикът, Масачузетс, Мейн, Мериленд, Ню Джърси, Ню Хампшър, Род Айлънд, Северна Каролина, Флорида и Южна Каролина) и Ямайка.
Среща се на дълбочина от 610 до 1318 m, при температура на водата от 3,6 до 4 °C и соленост 34,4 – 34,9 ‰.